# Itinéraire d'un enfant gâté
Itinéraire d'un enfant gâté és una pel·lícula francesa dirigida per Claude Lelouch el 1988.

## Argument
Orfe criat en el circ, Sam Lion ha hagut de fer una reconversió forçada després d'un accident de trapeci i s'ha fet empresari. Però amb els cinquanta complerts, es cansa de les seves responsabilitats i del seu fill, Jean-Philippe, la col·laboració del qual no és de gran ajuda. Decideix llavors desaparèixer al mar. Però el seu passat l'agafarà en la persona d'Albert Duvivier, un dels seus antics empleats. Després pren a poc a poc consciència de l'essència de la seva vida.

## Repartiment
- Jean-Paul Belmondo: Sam Lion
- Richard Anconina: Albert Duvivier anomenat Al
- Marie-Sophie L.: Victoria Lion
- Jean-Philippe Chatrier: Jean-Philippe Lion
- Lio: Yvette
- Daniel Gélin: Pierre Duvivier
- Gila von Weitershausen: La prostituta a Hambourg
- Béatrice Agenin: Corinne
- Sabine Haudepin: l'amiga d'Al
- Michel Beaune: Mestre Vergne
- Pierre Vernier: El rector
- Wookie Mayer
- Arthur Brauss
- Sabi Dorr
- Jeanne Marine
- Udo Wachtveitl
- Salomé Lelouch:

## Al voltant de la pel·lícula
- Jean-Philippe Chatrier apareix igualment en Hommes, femmes, mode d'emploi i Il y a des jours... et des lunes.

## Errors
- Al final de la pel·lícula, quan Sam Lion dispara amb el seu fusell sobre una lleona per adormir-la, la xeringa es veu primer sobre la cuixa esquerra després en els plans següents, la de dreta.
- En l'escena de la "salutació", la maneta de la porta finestra situada darrere Sam Lion canvia diverses vegades de posicions.
- En la demanda de matrimoni, es veu al principi Victoria Lion amb el seu anell de promesa, després ja no el té i un altre cop se la torna a veure amb l'anell.
- Al començament de la pel·lícula, es veu Sam Lion de 13 anys fer acrobàcies en un circ davant militars alemanys, probablement durant l'ocupació. Ara bé després, quan s'allotja en un hotel just després de la seva "desaparició", un veu sobre la coberta d'un París Match "Sam Lion 1934-1984", cosa que fa pensar que tindria 13 anys el 1947, després doncs de l'ocupació alemanya.

## Premis
- César al millor actor per a Jean-Paul Belmondo el 1989
- Gran Premi d'interpretació al Festival de Chicago per a Richard Anconina